# Фридрих I фон Зомершенбург
Фридрих I фон Зомершенбург (на немски: Friedrich I von Sommerschenburg; * ок. 1060; † 18 октомври 1120/1121) е пфалцграф на Саксония(1097), граф на Хасегау, Нордтюринггау и Дерлингау, и фогт на Шьонинген.

## Биография
Той е син на Адалберт (Севеко) фон Зомершенбург и съпругата му Хилария или Ода/Уда фон Гозек († 1088), дъщеря на Фридрих I фон Гозек († 1042), пфалцграф на Саксония, и съпругата му Агнес фон Ваймар.
През 1111 г. той присъства при коронизацията на император Хайнрих V в Рим.

## Фамилия
Фридрих I се жени сл. 1106 г. за Аделхайд фон Лауфен (* 1075), вдовица на граф Адолф I фон Берг († 1106), дъщеря на граф Хайнрих II фон Лауфен († 1067) и на Ида фон Верл-Хьовел († 1090). Те имат две деца:
- Фридрих II († 19 май 1162), пфалцграф на Саксония, женен за Луитгард фон Щаде (развод пр. 1144)
- Аделхайд († пр. 1180), омъжена за Госвин II († 1167), господар на Хайнсберг и Фалкенбург, майка на Филип I фон Хайнсберг, архиепископ на Кьолн